# S-75导弹
S-75（北約代號：SA-2）是苏联第一代实用化的防空导弹系统，1954年10月由拉沃奇金设计局设计，1957年莫斯科五一节阅兵式公开。主要用于拦截敌轰炸机执行要地防空，取代了130毫米与100毫米高射炮。

## 技術
每个发射营装备六枚发射架成六边形布置。导弹为两级发动机，第一级固体燃料助推段工作4-5秒，弹径0.645米；第二级发烟硝酸-煤油液体发动机工作22秒，弹径0.5米，推力2,650千克。发射营的火控系统站能跟踪一个目标，利用三个信道同时制导三枚导弹拦截目标。战斗部重195千克，内装135千克炸药，低空杀伤半径65米，高空杀伤半径250米，平均精度75米。单发杀伤概率70%，三发杀伤概率95%。
载车为吉尔ZIL-157半拖车，最大时速35公里。发射架为CM-63单臂全回转，重8,400千克，最大仰角65度，电驱动，再装填时间10分钟。
雷達站組成如下
- “匙架”（Spoon Rest）預警／搜索雷达，作用距离275公里
- “边网”（Side Net）测高雷达。
- “刀架”（Knife Rest）指示／跟踪制导雷达，作用距离65公里。
- “扇歌”（Fan Song）制导雷达距离达发现目标距离70公里以上，自动跟踪距离55公里，采用机械双天线双波束扫描方式，能够同时跟踪6批目标和制导3发导弹攻击一个目标。

S-75系统與現代雷達相比，操作过程复杂，进入战位与接敌反应速度慢，抗干扰性能差，但在1950年代是世界上最尖端科技，直到21世紀的今天還有各種改型升級在一些國家服役。

## 裝備使用歷史
蘇聯以連為單位，中华人民共和国以營為單位使用。

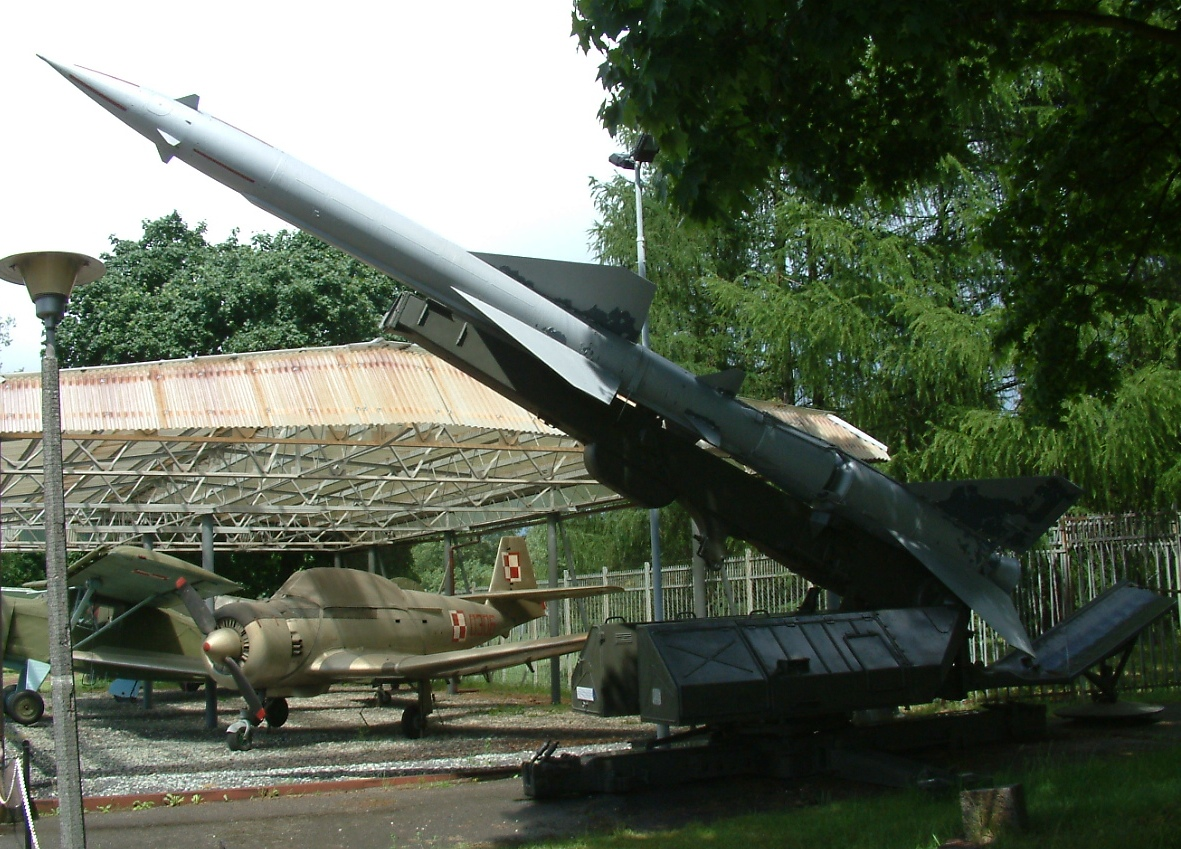
SA-2防空导弹

1957年12月蘇聯政府批准定型，1958年起迅速裝備蘇聯國土防空軍，到1960年已達到1,000具以上發射架。1957年10月，中蘇簽訂協議引進C-75防空導彈系統。1958年10月6日，中国人民解放军空軍地空導彈第1營在北京成立；12月6日，北京軍區空軍組建了地空導彈第2營；1959年1月18日，南京軍區空軍在徐州組建了地空導彈第3營。1959年4月，解放军空軍地空導彈各營赴西北靶場進行實彈打靶。1959年9月擔負首都防空作戰值班。
1959年10月7日，地空導彈第2營在營長岳振華指揮下在北京通縣張家灣上空擊落中華民國空軍第四中隊飛行員王英欽上尉駕駛的RB-57D偵察機，這是世界防空作戰史上第一次使用地空導彈擊落敵機。
1960年5月1日蘇軍在斯維爾德洛夫斯克附近擊落美U-2高空偵察機，俘獲美軍飛行員弗朗西斯·加里·鲍尔斯。
越戰期間，1965年至1968年美国发动滚雷行动，不再严守不越过北纬17度线，开始允许空军越界对北越进行空袭。苏联于1966年10月起援助北越SA-2對抗美軍，并进行实战检验。初期效果甚佳，每射擊2~3枚即有一次戰果。但隨著戰事延長，双方不断角力，交替技术升级。 1972年12月4日，北越在巴黎和平会谈上拒绝先前已达成意向的条款，美軍遂于1972年12月18日起发动后卫II行动，进行初始计划为期3天的不计较损失的大规模轰炸。但B52在战役的头3天损失惨重，于是改变战术，从第4天起不顾影响到自己的通讯及战斗机护航，以每4架B52视距内结伴飞行，到达目标区后全开机载大功率宽频电磁干扰，同时进行高空轰炸。电磁干扰一方面使B52 4机编队在目标区无法与地面和护航战机通过无线电通讯，甚至影响到机内的有线电话通讯，另一方面有效地饱和了SA-2的指令接收器放大管，使其在接近B52编队时失去控制；而苏联未来得及调整SA-2战术，新开发的SA-3（后击落F117的型号）也未来得及投入实战。所以在后卫II行动的末期，B52的损失大为降低。不计其它战机和防空武器：此役最后持续了10天，共16架B52被击落或迫降后报废，其中14架为SA2战果，占越战总共31架损失的B52中约一半；越方则共发射了1,242枚SA-2，几乎耗尽河内地区的库存；平均SA-2每射擊70枚才有一次戰果。在後衛 II 作戰行動中，SA-2一方面打破了美方的3天大规模轰炸迫使越方屈服计划，另一方面也未能阻止美方轰炸，最终迫使北越于29日即轰炸的10天后，回到谈判桌前，并于1973年1月27日签订巴黎和平協約，美国得以“体面”地从越南撤军。
1964年12月，中华人民共和国仿製的HQ-1導彈系統初步定型，取得了擊落敵機的戰果，但沒有大量生產和裝備。對C-75小改提高了電子對抗能力的HQ-2型，主要目標是U-2偵察機，於1966年試製成功。1967年6月定型。
埃及仿製型號為「Tayir as Sabah」，伊拉克曾经将它改造为地对地导弹。

## 苏联的型号发展

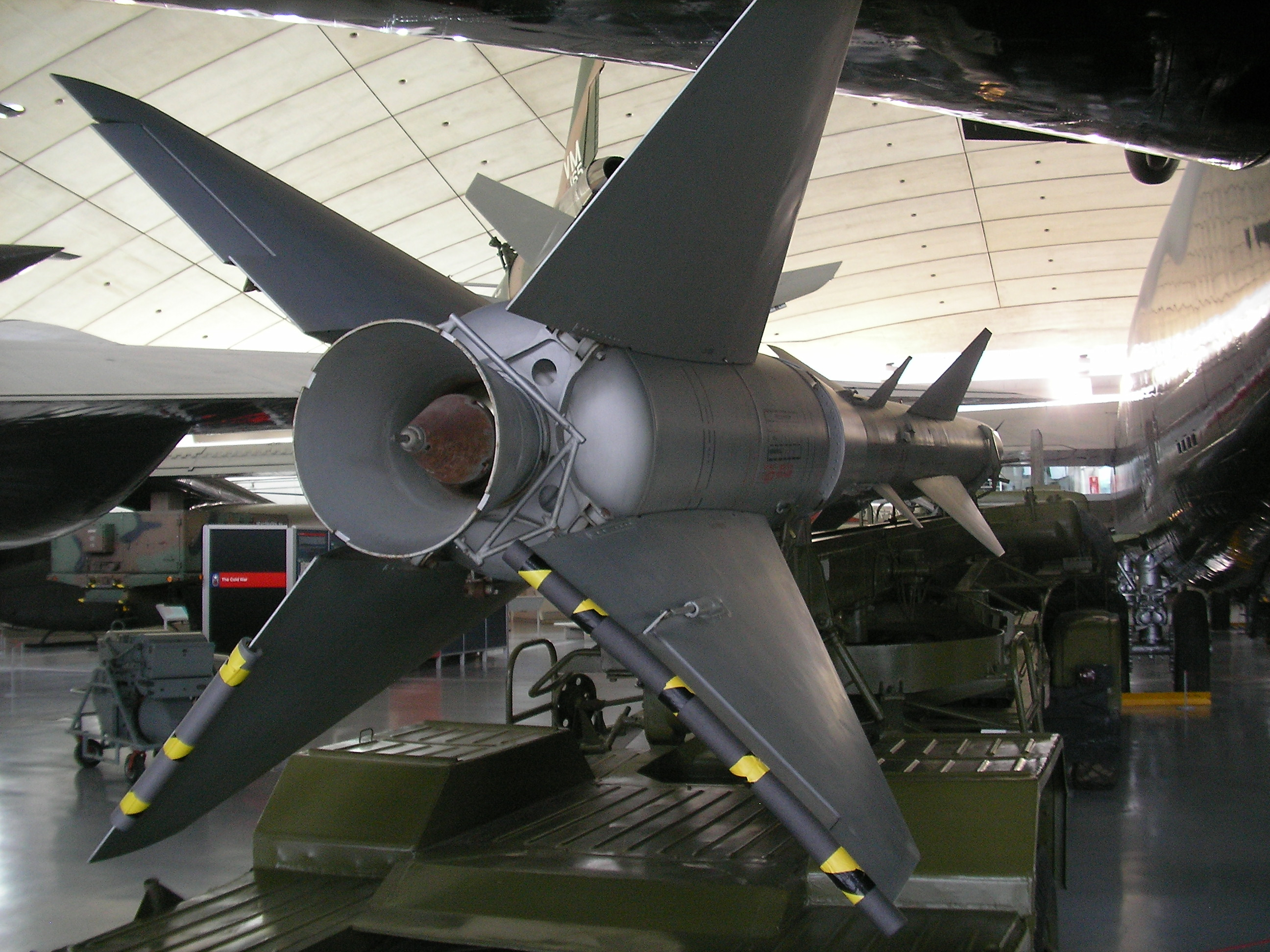
尾噴嘴

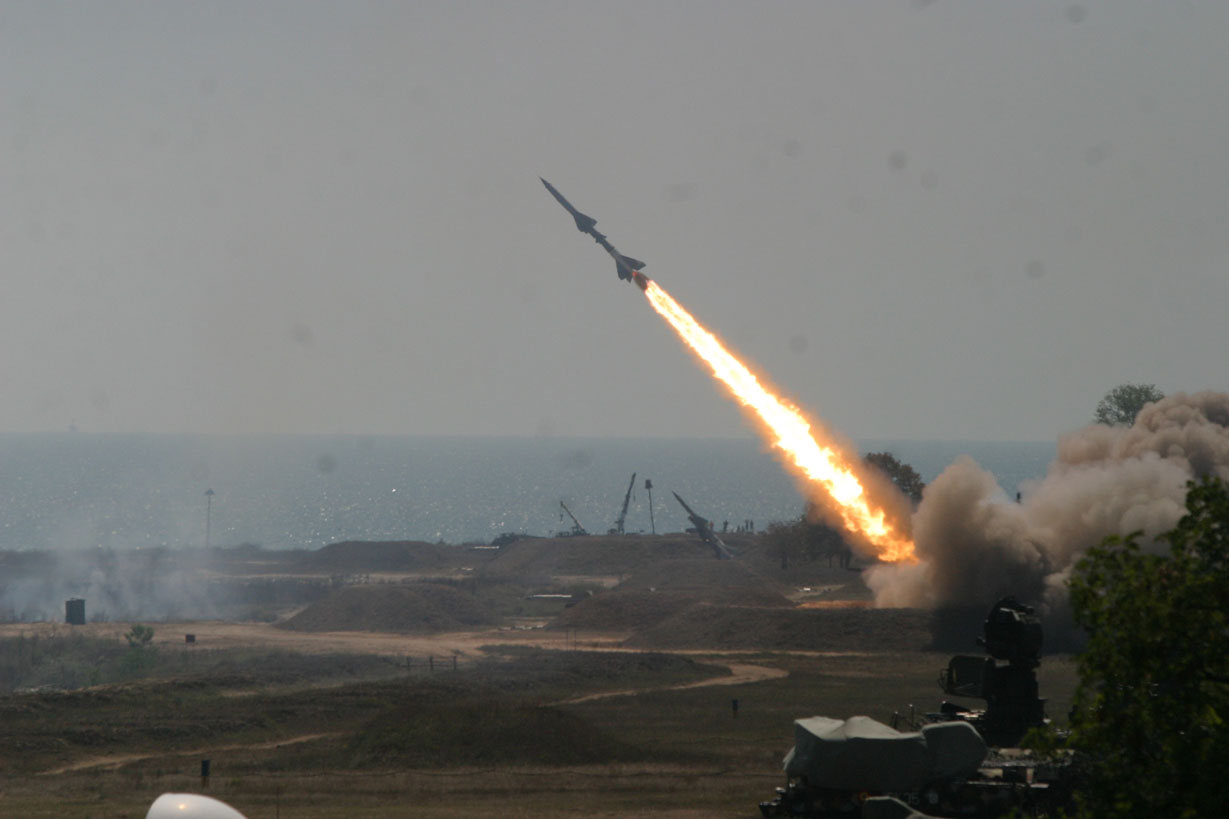
2007年羅馬尼亞於演習中發射

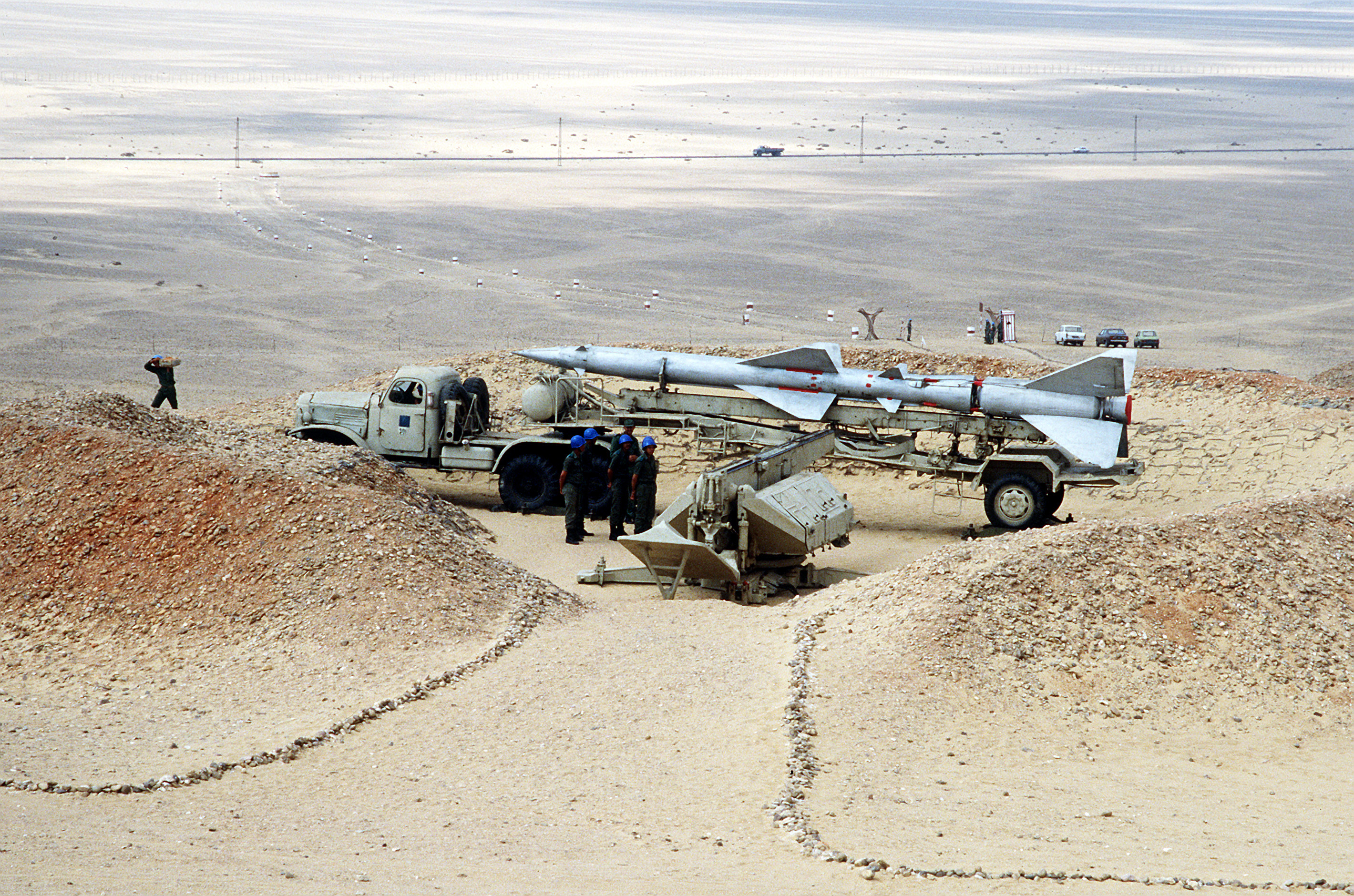
1985年在埃及的SA-2於運輸車上，當時的技術並不能車載發射，須轉移到發射台

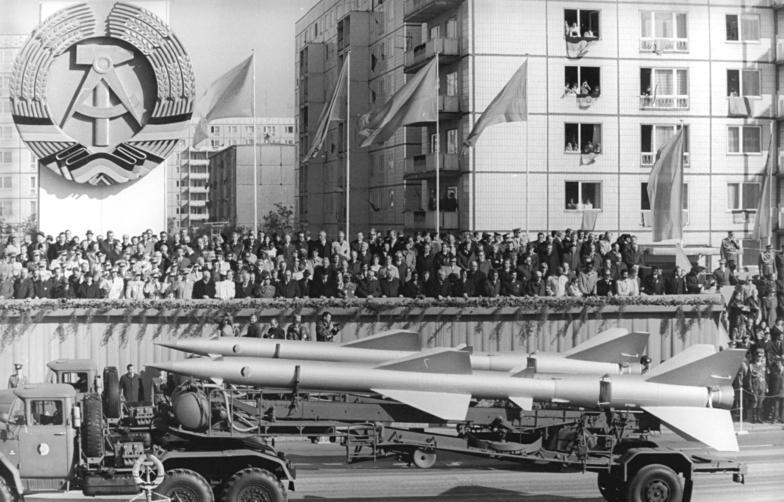
1979於東德閱兵

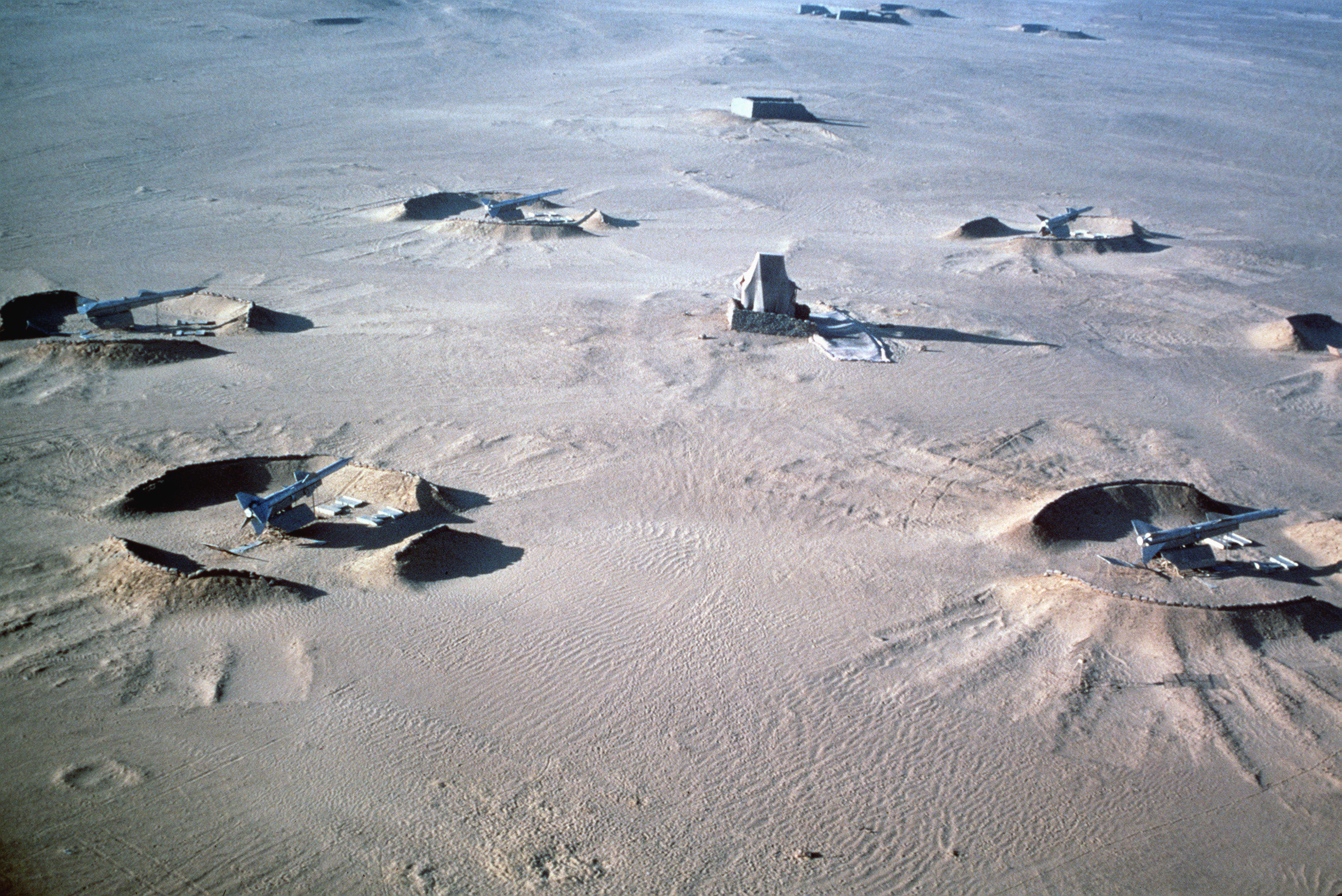
伊拉克沙漠中的發射陣地

SA-2A：S-75德维纳河Dvina（Двина）装备“扇歌”-A制导雷达、V-750或V-750V导弹。1957入役。有效射程8－30km，有效射高450－25,000 m
SA-N-2A：S-75M-2沃尔霍夫河-M Volkhov-M（Волхов）。在斯维尔德洛夫级巡洋舰“捷尔任斯基”号上尝试安装了1座双联C-75导弹发射架和配套的雷达、弹库，但發現效果有限，最後於是移除。
SA-2B：S-75杰斯纳河Desna（Десна），“扇歌”-B制导雷达，V-750VK或V-750VN导弹。1959入役的第二代系统。装备了更强大的助推段发动机。有效射程500－30,000m，最大射程34km.
SA-2C：S-75M沃尔霍夫河Volkhov。“扇歌”-C制导雷达，V-750m导弹。SA-2B的改进型，1961年入役。V-750m导弹射程提高到43km，最小射高降低到400m.
SA-2D：“扇歌”-E制导雷达，V-750SM导弹。有效射程6-43km，有效射高250－25,000m.
SA-2E：“扇歌”-E制导雷达，V-750AK导弹。可装15kT核弹头或295kg常规战斗部。
SA-2F：“扇歌”-F制导雷达，V-750SM导弹。1968入役，针对越南战争与中东战争的教训加强的抗干扰能力。
S-75M：伏尔加河Volga（Волга），1995年设计。

### 其他國家改型

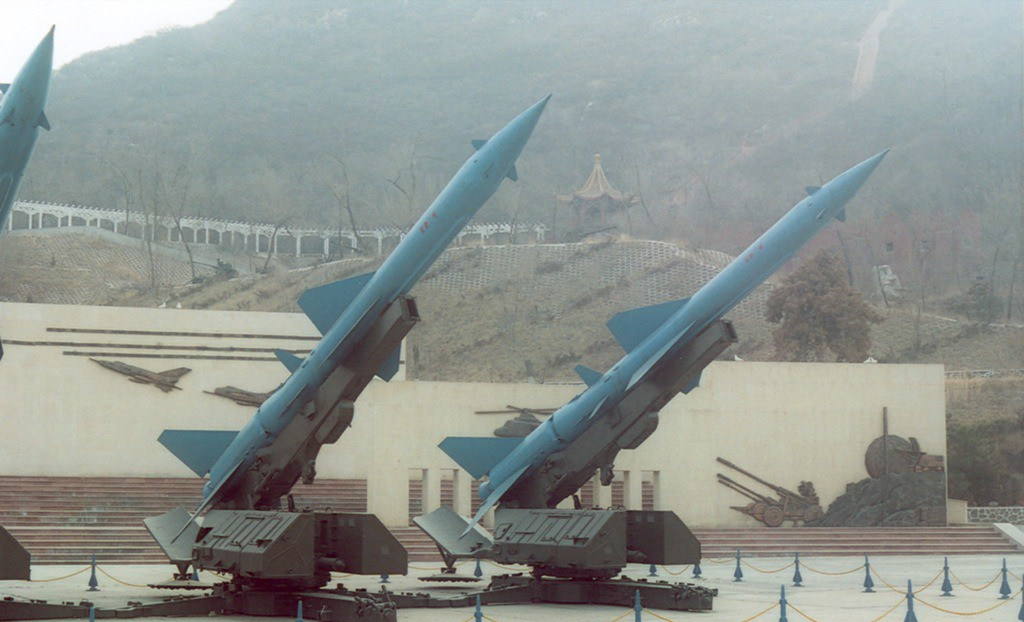
中國人民解放軍基於SA-2的技術發展出紅旗-2地對空導彈。

- 紅旗-1、紅旗-2、紅旗-3、紅旗-4、红旗-12防空导弹，凯山-1外贸型防空导弹
- M-7（東風-7、CSS-8）/B610战术弹道导弹、B611外贸型战术弹道导弹
- 可汗弹道导弹，土耳其仿制的B611M弹道导弹
- 赛义德-1（德语：Sayyad-1）、赛义德-2（英语：Sayyad-2）、赛义德-3（英语：Sayyad-2#Sayyad-3）防空导弹，雷霆-69/B610（英语：Tondar-69）、法塔赫-110（英语：Fateh-110）、法塔赫-313（英语：Fateh-313）、佐勒菲卡尔（英语：Zolfaghar (missile)）弹道导弹，波斯湾、霍尔木兹-1（英语：Hormuz-1 (missile)）、霍尔木兹-2（英语：Hormuz-2 (missile)）反舰弹道导弹，伊朗改型
- M-600弹道导弹，叙利亚生产的法塔赫-110（英语：Fateh-110）
- Qaher-1、Qaher-M2/雷霆-69/B610（英语：Tondar-69）弹道导弹，葉門改型

上述导弹的共同特征是沿用了S-75的倾斜发射方式和类似的发射架，使其不同于一般弹道导弹的垂直发射。

## 影劇作品
- 2017年連續劇《絕密543》以SA-2實彈配合拍攝，講述中國人民解放軍首創人類史上以防空飛彈擊落高空偵察機（黑貓中隊）的歷史故事。

## 現役國(2022)
- 亞美尼亞：79 台發射架
- ：35
- 保加利亚：29
- 古巴：70枚以上
- 埃及：270，Tayer el-Sabah 改型
- 衣索比亞：一些改為機動發射車[4]
- 伊朗：500台以上發射架的紅旗-2 和若干 Sayyad-1/1A & 2.[5]
- ：少量不明數量
- 利比亞[6]
- 自由軍叛軍俘獲，據信多數已被攻擊所毀(2018)
- 蒙古国
- 緬甸：48台發射架 250 枚以上(2008)
- ：超過270枚，若干隱藏發射架
- 巴基斯坦：紅旗-2B 現役數量極大.[7][8]
- 羅馬尼亞
- 苏丹：700枚以上
- 叙利亚：275枚以上，若干隱藏發射架
- ：少量不明數量
- 越南：280枚以上
- 葉門
- 辛巴威